# Russisch Polen
Russisch Polen (Russisch: Привислинский край, Privislinsky krai; Pools: Kraj Nadwiślański) is de naam die aan de gebieden van het voormalige Congres-Polen werd gegeven, nadat het Poolse koninkrijk respectievelijk in november 1830 en in januari 1863 in opstand kwam tegen het Russische Keizerrijk en werd verslagen. Congres-Polen raakte in eerste instantie haar vergaande autonomie kwijt maar werd na de laatste opstand opgeheven en bij het Russische keizerrijk gevoegd. Het gebied werd ook wel Weichselland genoemd.

## Geschiedenis

### Wijziging grondwet
In de nasleep van de Novemberopstand, in 1831, verloor Congres-Polen een groot deel van haar autonomie: de Poolse grondwet werd vervangen door het statuut voor de organisatie van het koninkrijk Polen (Statut Organiczny dla Królestwa Polskiego) . Deze nieuwe grondwet was een stuk minder liberaal dan de pre-revolutiegrondwet en beperkte veel van de vroegere privileges. 
Congres-Polen verloor volgens de nieuwe grondwet onder andere zijn krijgsmacht, lokale grondwet, parlement (Sejm) en lokale bureaucratie. Daarbij werden de portefeuilles: Krijgsmacht en Godsdienst & Onderwijs opgeheven. Van de vijf bleven alleen nog: Binnenlandse Zaken, Financiën en Justitie gehandhaafd. De Kroonraad (Rada Stanu), belast met het opstellen en uitvoeren van het regeringsbeleid en direct onder het gezag van de koning van Polen (de Russische tsaar), bleef in gewijzigde vorm in de nieuwe grondwet gehandhaafd. Echter kreeg de onderkoning (Namiestnik), gezant van de tsaar en lid van de Kroonraad, veel meer invloed.

### 1831-1863
In het eerste jaar na de grondwetswijziging behield het gebied veel van haar oorspronkelijke privileges: het behield zijn valuta, de złoty. Ook kon het uitvoerende onderdeel van de Kroonraad, de Rada Administracyjna, veel van zijn voormalige taken blijven uitvoeren. Echter in 1832 werden de gevolgen van de opstand duidelijk: de valuta werd vervangen door de roebel, de douanegrens tussen Congres-Polen en het Russische keizerrijk werd opgeheven, het metrieke stelsel en het Poolse strafrecht werd vervangen door het Russische. 
De Rooms-Katholieke Kerk werd verboden. Alle kloosters werden gesloten en genationaliseerd. De Oosters-Katholieke Kerk hief zichzelf in 1837 op in navolging van het Synod of Polotsk en voegde zich bij de Russisch-Orthodoxe Kerk.
De Woiwodschappen van het voormalige koninkrijk werden omgevormd in Russische administratieve gouvernementen, de Goebernija, die direct onder het gezag van de tsaar vielen.

### 1863-1915
Na de tweede opstand in januari 1863 werd het wapen van Congres-Polen en het Pools als werktaal afgeschaft. Hierdoor was de russificatie van het Poolse overheidsapparaat voltooid. 
In 1867 verbonden de Russen zich nog meer met het verzwakte Congres-Polen in navolging van de Januariopstand door middel van een herindeling van het gebied. Het verdeelde grotere gouvernementen in kleinere en introduceerde een lagere overheid: de Gmina, een soort gemeente of deelprovincie. Met deze hervormingen hield het Congres-Polen de facto op met bestaan. Alle oorspronkelijk Poolse instituties waren vervangen door Russische tegenhangers en het voormalig Poolse overheidsapparaat was gerussificeerd. Hoewel Congres-Polen feitelijk niet meer bestond bleef de tsaar nog wel de titel tsaar (of koning) van Polen voeren. 
Russisch Polen bleef na 1867 in verschillende vormen een regentschap onder de Namiestnik (onderkoning) van Polen.
In 1880 werd Pools officieel als voertaal afgeschaft en vervangen door Russisch. In de publieke ruimten, op scholen en in het overheidsapparaat dient Russisch gesproken te worden. De naam "Weichselland" raakte in gebruik in 1883 toen het in documenten opdook. Echter blijkt na recent onderzoek dat de naam al in 1883 voorkwam. 
In 1893 vond er een kleine herverdeling van de gouvernementen plaats. Płock en Łomża verloren wat grond aan het Gouvernement Warschau. In 1912 vond een grondigere herverdeling plaats: het Gouvernement Cholm werd gevormd uit delen van de gouvernementen Siedlce en Lublin. Echter werd dit gouvernement afgenomen van Polen en in het Russische keizerrijk geïntegreerd ter bevordering van de russificatie.

### Eerste Wereldoorlog
In 1915 evacueerde het Russische leger Polen. Tijdens de terugtocht vernietigde het leger alles wat bruikbaar was voor de Duitsers. Net zoals in 1812 (Veldtocht van Napoleon naar Rusland) pasten de Russen de tactiek van de verschroeide aarde toe. Dit trof niet alleen het Duitse leger maar ook de bevolking van Polen. 
In 1915 viel Russisch Polen ten prooi aan de Centrale mogendheden. De Duitsers en de Oostenrijkers waren van plan in het gebied het (Regentschaps)koninkrijk Polen te stichten. Echter is het hier door de verloop van de oorlog niet van gekomen: de Centrale Mogendheden hielden Polen tot aan het einde van de oorlog bezet. In het vredesverdrag van Brest-Litovsk tussen het nieuwe Rusland, de Sovjet-Unie, en de Centralen stond dat de eerste haar Poolse gebieden afstaat aan de Duitsers en Oostenrijkers. Met dit verdrag hield Russisch Polen op met bestaan. Na de oorlog en de capitulatie van de Centrale Mogendheden werd de Tweede Poolse Republiek gesticht, de eerste onafhankelijke Poolse staat sinds de Poolse Delingen.